# Frederic M. Lord
Frederic Mather Lord (ur. 12 listopada 1912 w Hanoverze, zm. 5 lutego 2000 w Naples) – amerykański psychometra i statystyk. 
Jego prace przyczyniły się do powstania teorii odpowiedzi na pozycje testowe. Wiele powszechnie wykorzystywanych egzaminów i badań edukacyjnych (np. TOEFL) jest prowadzonych w oparciu o stworzoną przez niego metodologię.

## Dzieła
- Statistical Theories of Mental Test Scores (1968) (współautor: Melvin R. Novick)
- Applications of Item Response Theory to Practical Testing Problems (1980)